# База підводних човнів у Лор'яні
База підводних човнів у Лор'яні або База підводних човнів Керома́н — бункерний комплекс часів Другої світової війни, розташований у Лор'яні (Бретань, Франція). Він знаходиться на півострові Керома́н, у гавані Лор'яна і виходить на Біскайську затоку. З 1946 року носить ім'я Жака Стоскопфа, інженера, помічника керівника будівництва бази, і водночас героя французького руху Опору.
Комплекс будувався з 1941 і по 1944 нацистською Німеччиною під час окупації Франції, був призначений для розміщення 2-ї і 10-ї флотилії підводних човнів (нім. U-Boot Kriegsmarine). Система бункерів була частиною системи Атлантичного валу — берегових укріплень зведених для запобігання висадки союзників. Його присутність і велика міцність стали причинами бомбардування прилеглого міста Лор'ян британськими та американськими військово-повітряними силами в січні-лютому 1943. А також, пізніше, облоги гарнізону Лор'яна, який капітулював 10 травня 1945.
База була відновлена ВМС Франції після закінчення конфлікту і використовувалася до 1997 року французькими підводними силами. Управлялася ВМС Франції, як частина французької програми по створенню атомних підводних човнів з балістичними ракетами і для будування кораблів для військово-морського флоту на основі композитних матеріалів.
Наприкінці 1990-х років це місце було перетворено на морський центр, що спеціалізується на прогулянкових човнах і морських перегонах. Тут також розташований бізнес-центр, орієнтований на морський світ, музей, створений на підводному човні «Flore», а також музей «Місто вітрильників Еріка Табарлі».
Комплекс складається з трьох бункерів, Кероман-I, II і III, та двох купольних (соборних) бункерів, розташованих в районі рибальського порту Кероман, а також бункера, розташованого в Ланесте, на березі річки Скорфф. Для їх спорудження було залучено 15000 будівельників і залито майже мільйон кубометрів бетону. Три бункери Кероман мають від п'яти до семи ніш, призначених для розміщення U-Boot, вони мають дахи товщиною 3.5 метрів для K1 і K2 і 7.5 м для K3.

## Історія

### Ситуація в Лор'яні перед Другою світовою війною

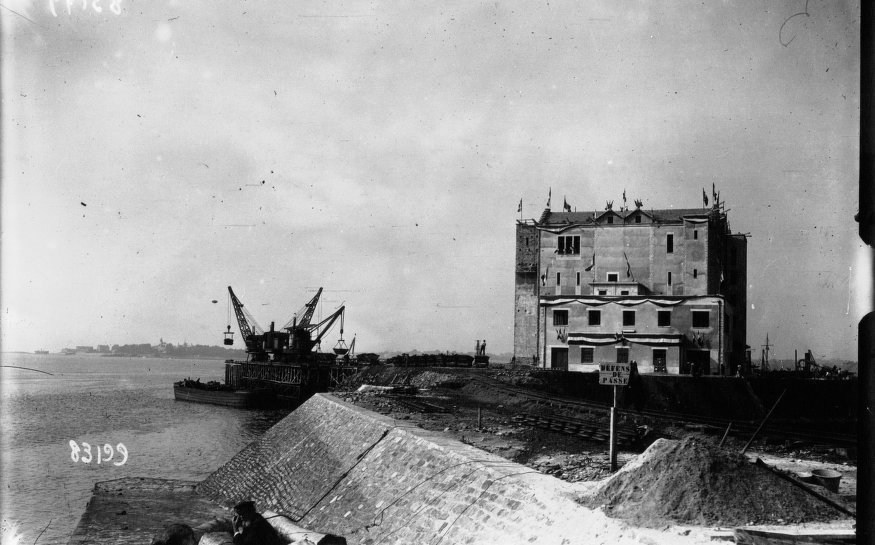
Порт Кероман будується в 1920 році

Місто Лор'ян розвинулося після заснування Французької Ост-Індської компанії в 1666 році, і його порти зазнали кількох послідовних модернізацій. У 1920-х роках інженер Анрі Вер'єр розбудував нинішній рибальський порт Кероман і забезпечив його сучасним обладнанням. Стапель був урочисто відкритий у 1927 році. Анрі Вер'єр планував розширити цей порт до півострова Кероман, побудувавши там нові доки, а також заводи з переробки риби.
Указом від 20.травня.1939 місто відновило свій статус морської префектури, і перед початком війни мало гарнізон з майже 5600 моряків і військовий арсенал, в якому працювало близько 5 тис. робітників, що було досить багато як для населення агломерації в 60 тис. жителів.
Місто Лор'ян служило базою для відходу перед німецьким наступом в червні 1940. Золото з бельгійських і польських національних банків було евакуйовано через його порт 17-18 червня 1940 року. Того ж дня адмірал Франсуа Дарлан, перед відступом до Бордо наказав місцевим силам чинити опір наступу німців. Віце-адмірал Пенфентеньо, який відповідав за місто, застосовував політику випаленої землі: паливні резервуари міських портів були підпалені, боєприпаси затоплені в гавані, а двері резервуарів арсеналу підірвано мінами. 21 червня німецькі війська, які перегрупувалися в Кемперле, атакували Гідель. Того ж дня було окуповано і місто Лор'ян.

### Використання нацистською Німеччиною

#### Вибір місця

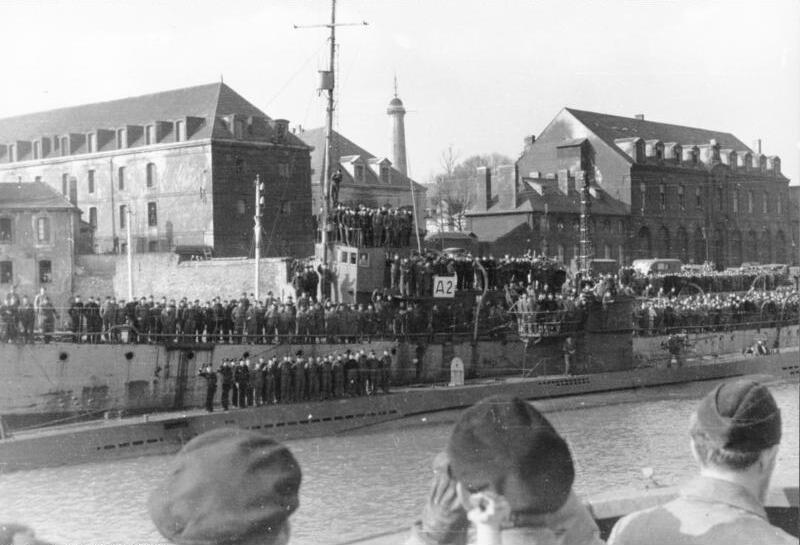
U-123 швартується перед колишніми приміщеннями французької Ост-Індської компанії

На початку червня 1940 адмірал Карл Деніц, тодішній старший командир підводних човнів Кригсмаріне, послав офіцерів зі свого штабу для інспекції портів на узбережжі Франції, для пошуку потенційних баз для базування підводних човнів. Після підписання Комп'єнського перемир'я 22 червня вже наступного дня він відправився в Лор'ян. Місто мало сучасне обладнання, з'єднання залізницею і менш страждало від британських ударів, ніж наприклад Брест. Тому він вирішив перевезти сюди свій штаб, а також розмістити тут 2-гу Флотилію підводних човнів. Головнокомандувач Кригсмаріне, адмірал Еріх Редер, відвідав місто 8 серпня 1940 року.. Через кілька місяців, 16.жовтня.1940 Деніц оселився на віллі в районі Лармор-Пляж, що поблизу півостріва Кероман.
Німецькі робітники покинули базу у Вільгельмсгафені наприкінці червня, щоб дістатися до Лор'яна, і вже 2 серпня почали ремонтні роботи на місці. Гавань ще раніше проінспектували на предмет ризику магнітних мін, і 6 липня порт оголосили відкритим. Перший підводний човен, U-30, прибув для дозаправки вже наступного дня. Ведуться роботи з відновлення портової інфраструктури, і деякі з них, такі, як стапель рибальського порту, зміцнюються, щоб дозволити використання підводними човнами. У вересні вже 17 підводних човнів зайшли в порт, і ще 40 наступного місяця.
Перша атака на порт 12 бомбардувальників відбулась 23 серпня. До липня 1941 регіон регулярно бомбардувався. Потім окупанти вжили кілька заходів пасивної оборони, і Деніц зустрівся з Гітлером 28 жовтня 1940 в околицях Парижа, щоб попросити його про будівництво трьох баз у Лор'яні, Бресті та Сен-Назері. 7 листопада 1940 Гітлер наказав побудувати захисні бункери для підводних човнів на узбережжі Атлантичного океану, і перші наради з цього приводу відбулися в Лор'яні в присутності Фріца Тодта 15 і 16 листопада. Остаточно Гітлер затвердив план будівництва 23 грудня 1940.

#### Будівництво бази
Для розміщення майбутньої бази було обрано півострів Кероман. Будівництво доручено головному інженеру Трібелю, який раніше працював на базі Гельголанд. Трібель спочатку планує розкопати півострів, щоб створити канал, який би з'єднував ніші бункерів, які функціонували б як затоплювані басейни. Але дослідження надр навмисно спотворюються людьми з Лор'яна таким чином, щоб змусити німців повірити, що цей проект вимагатиме значних земляних робіт. Потім розробляється другий проект, структурований навколо стапелю, в якому підводні човни знаходитимуться в сухих доках. Він був затверджений Гітлером, і роботи почалися в січні 1941.
Перші роботи були розпочаті в січні 1941 року, а в травні 1941 року було урочисто відкрито два купол-бункери поблизу стапелю рибальського порту. Будівництво бази Кероман-I розпочалося в лютому 1941 року, а бази Кероман-II — через три місяці, у травні. Кероман-I був урочисто відкритий 1 вересня 1941 року, а Кероман-II — у грудні того ж року. Бункер у Ланесте, здатний вмістити дві підводні човни, будувався з листопада 1940 року та був урочисто відкритий 1 жовтня 1941 року.

##### Матеріальні та людські ресурси
На будівництво бази працювало майже 15 тис. робітників; ще до 10 тис. працюють у регіоні над будівництвом інших споруд Атлантичного валу. У квітні 1942 історик Зонке Нейцель записав : 5780 французів зайнято роботами на об'єкті, 3178 німців, 1467 голландців, 1296 бельгійців, 501 іспанець, 89 італійців, і ще 90 робітників з інших країн. До них треба додати працівників, найнятих субпідрядними компаніями.
Спочатку робітників приваблюють високі зарплати, більш ніж на 50 % більше тих, що пропонувалися сільськогосподарським робітникам у Морбіані. Однак, оскільки їх чисельність залишалася недостатньою, німці були змушені звернутися до французької адміністрації з проханням збільшити кількість з лютого. Заклики залишилися безрезультатними, оскільки кількість військовополонених була досить високою (близько 20 % фермерів у регіоні) і набір мав відбуватися далеко від регіону. Закон про встановлення обов'язкової трудової повинності від 16 лютого 1943 забезпечив організацію Тодта в Лор'яні 22285 робітниками, дві третини з яких працювали на будівництві бази.
Приміщення для житла були зведені у [[ |.грудні]].1940 у вигляді дерев'яних бараків, розкиданих у радіусі 15 км навколо будівельного майданчика. Також для цих цілей були використані в'язничні табори Морбіан попередньо звільнені від в'язнів. Організація Тодта також забезпечувала мінімальне дозвілля для будівельників, відкривши зали для кінотеатрів та публічні будинки.
Майже мільйон кубічних метрів бетону було використано для будівництва цих баз, що становить майже чверть бетону, виробленого у Франції для німецьких військових споруд. На майданчик завезли 60 тис. вагонів матеріалів, а також 40 000 m3 деревини для опалубки. Для транспортування піску необхідного для заливки бетону, побудували кілька залізничних колій: до гирла Лаїти на заході та до річки Етель на сході. Додаткова залізнична станція була відкрита приблизно за десять кілометрів від місця, поблизу Оре, для зберігання матеріалів. Гравій що використовувався для бетону видобувався в місцевості Пентьєвр на півострові Кіберон.

##### Бомбардування будівельного майданчика та рух Опору

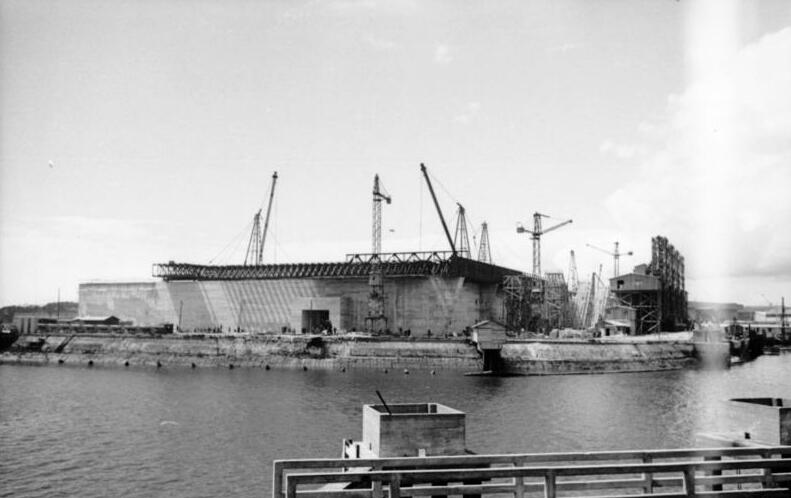
База будується, 1942

Будівельний майданчик постраждав від кількох бомбардувань союзників. Однак вони були обмеженого масштабу, бо союзники головним чином націлювалися на Брест, де важкий крейсер «Адмірал Гіппер» став на якір в кінці грудня 1940, а крейсери «Шарнхорст» і «Гнейзенау» — з кінця березня 1941. У січні Лор'ян став об'єктом трьох нальотів по п'ять бомбардувальників у кожному. З 15 по 22 березня 1941 було здійснено чотири нальоти, загалом було використано понад 110 бомбардувальників. У травні було два нальоти, загалом 10 літаків вдарили по місту, потім у липні була атака 47 літаків і ще одна атака в ніч на 24 листопада загалом 53 літаки. Цього дня бункер Scorff, а також бункер Кероман-I і II якраз вступили в стрій. До цих нальотів треба додати нальоти літаків, відведених від своїх запланованих цілей: 20 бомбардувальників атакували місто в квітні 1941, відвернувши від Бреста, а чотири інших у вересні, відвернувши від Гавра. Втрати були перш за все серед будівельників: 80 робітників загинули під час британського бомбардування в ніч з на 17 травня 1941 року, і ще 48 під час американського бомбардування 21.жовтня.1942 і ще 10 під час бомбардування 18 листопада 1942.
Рух Опору досягнув будівельного майданчика. Геологічні дослідження були сфальсифіковані, щоб уповільнити роботи в грудні 1940. Плани бази були передані Лондону в грудні 1941 інженером з арсеналу Альфонсом Тангі. Заступник директора арсеналу Жак Стоскопф повідомляв союзникам про рух підводних човнів. В межах арсеналу з грудня 1940 року по січень 1944 року офіційно зафіксовано 18 акцій. У місті та його околицях з липня посилився саботаж, а також акти пасивного опору, такі як демонстрації. 8.грудня.1942 В бордель Організації Тодта було підкладено вибухівку.

#### Розширення бази
Недостатній розмір перших двох бункерів Keroman не дозволяв розмістити деякі підводні човни, такі як тип IX D і тип XB, занадто довгі для цих установок, а також тип XXI занадто високий для них. Тому було прийнято рішення побудувати третій бункер, Кероман-III, під час візиту Фріца Тодта до Лор'яна 10.mars.1941. Роботи розпочалися в жовтні 1941, а будівля була введена в експлуатацію в лютому 1943. Протягом 1943 року базу було розширено шляхом додавання складських приміщень до її лівої частини та в задній частині добудови приміщення 14 m завширшки та 163 m завдовжки. Тоді ж на першому поверсі було додано три бункери ближнього захисту, а також три зенітних укриття на даху. Два кораблі, крейсер Strasbourg і Crapaud, були затоплені в 1944 році навпроти його входів, щоб перешкодити проходженню повітряних торпед.

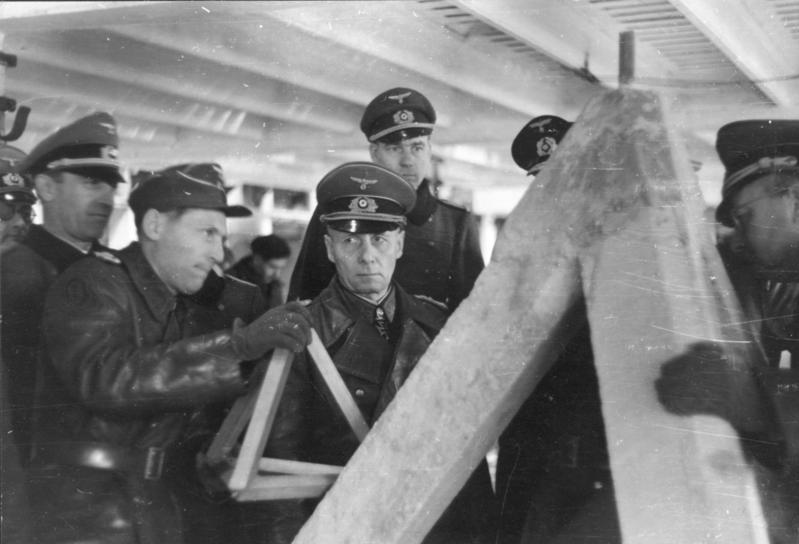
Роммель відвідує споруди Атлантичного валу в Лор'яні в лютому 1944

У 1942 році почалося будівництво Атлантичного валу. Рейд на Сен-Назер, проведений союзниками на базу підводних човнів Сен-Назер 28 березня 1942 показаd, що цей тип сховищ залишався вразливим для наземних наступальних дій: внаслідок цього переглядається оборона району Лор'ян. Периметр оборони простягається на смугу довжиною 24 км углиб суші, а також включав базу військово-морської авіації Ланн-Біує. Майже 400 казематів, кулеметних гнізд і сторожових веж були побудовані між гирлом Лаїти та річкою Етель.
Введення в експлуатацію підводних човнів типу XXI внесло нові вимоги до створення бункерів через їх більшу висоту. База Лор'ян — єдина на узбережжі Атлантичного океану, де вони були розміщені; будівництво нових установок Кероман-IVa та Кероман-IVb було розпочато влітку 1943 року для розміщення 24 U-Boot. Ці нові бункери були розташовані в продовженні Кероман-I і Кероман-II і мали дозволити сухе зберігання підводних човнів; Кероман-IVa також мав бути оснащений стапелем. Будівництво Кероман-IVa було, однак, сповільнено через брак матеріалів і робочої сили, а 24 квітня 1944 взагалі зупинено; лише стінки двох ніш іі однієї, суміжної з Кероманом-I, було завершені. Будівництво Кероман-IVb не вийшло за межі риття фундаменту та початку зведення опалубки кількох стін.

### Повернення до Франції

#### База після війни

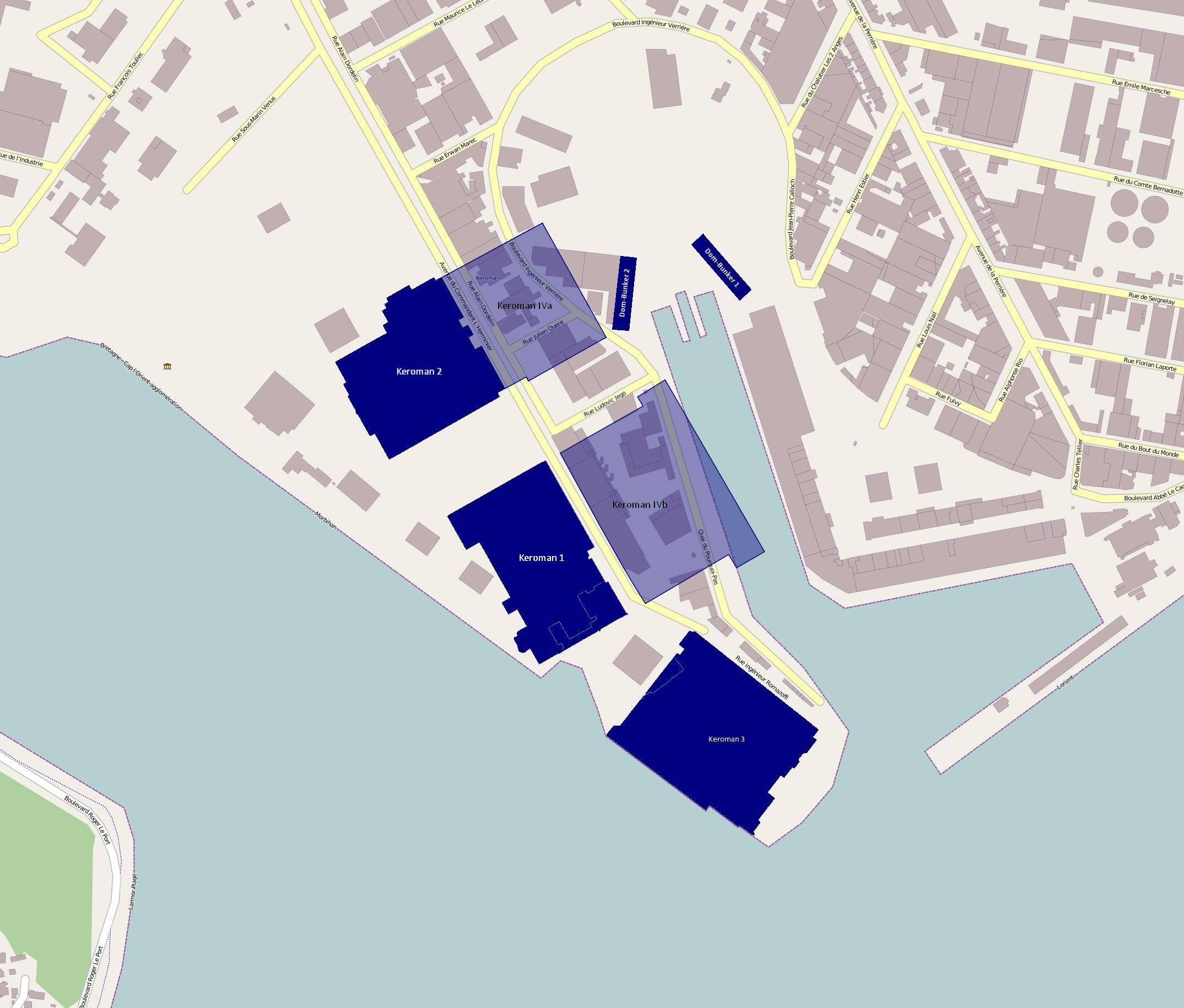
Розташування Кероман-I, II та III, проекту Кероман-IV, а також купольних бункерів у гавані Лор'ян

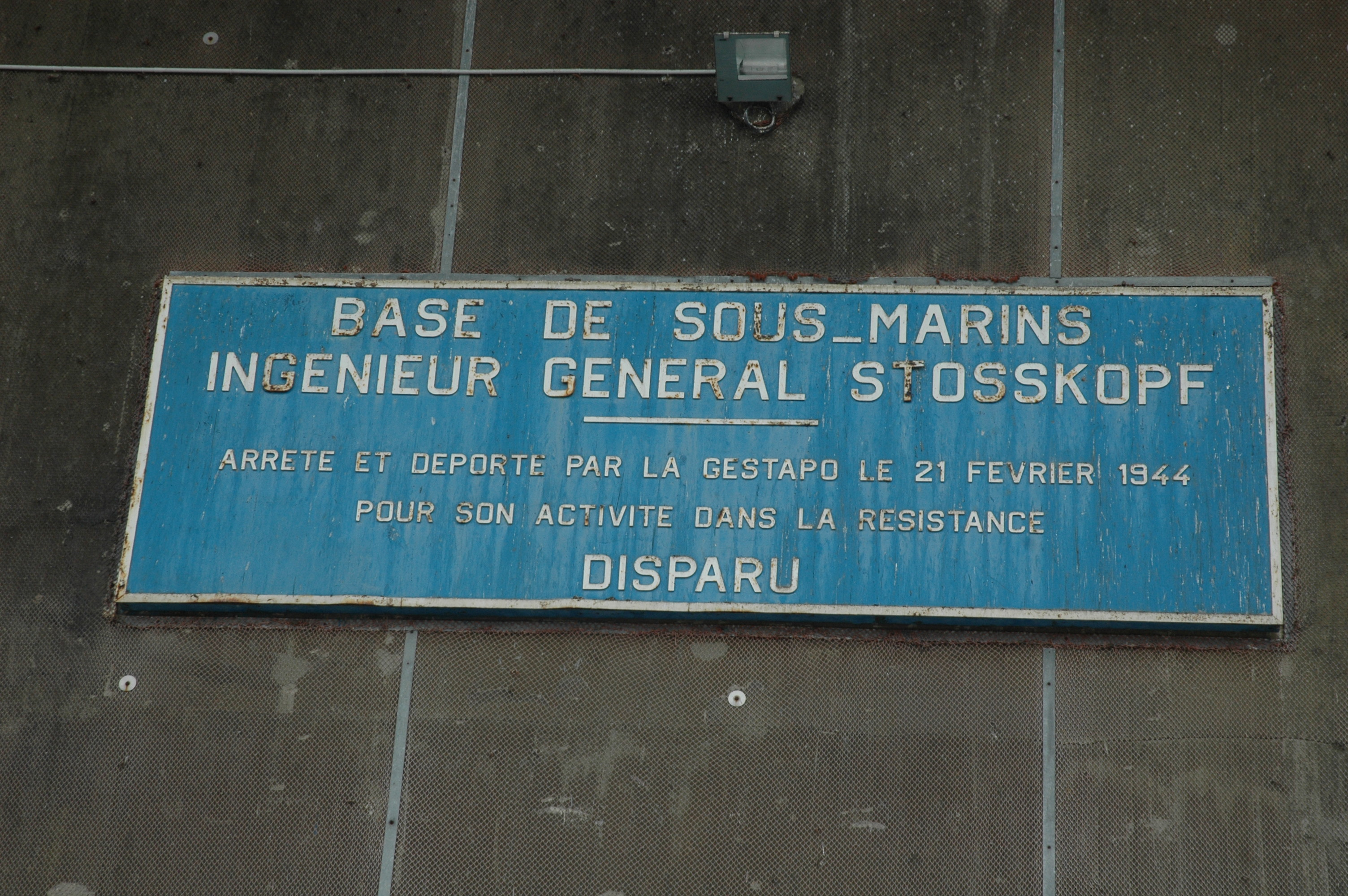
Пам'ятна дошка, встановлена в 1946 році на честь Жака Стоскопфа

Облога Лор'яна закінчилась 10 травня 1945 після дев'ятимісячної облоги, і французькі сили захопили базу в ідеальному робочому стані. Тимчасовий уряд Франції вже 19 травня створив там підводний центр і видав вказівку відкрити дві верфі для ремонту підводних човнів 1 серпня. Генеральний штаб національного флоту відвідав базу в середині жовтня того ж року, і 24 жовтня була створена військова база «Кероман», остаточно сформована 5 грудня. 6 липня 1946 база була названа в честь інженера Жака Стоскопфа, який був арештований Гестапо за участь в русі Опору.
У квітні 1946 п'ять трофейних підводних човнів були прикріплені до бази в Лор'яні і ввійшли у сформовану наприкінці того ж року 2-гу ескадру підводних човнів. Однак наприкінці 1948 року ескадра була розформована, а підводні човни перенаправили до Тулона. У 1953 році база повернулася до свого початкового призначення, 1 січня 1958 друга ескадра підводних човнів була відновлена. Моряки спочатку розміщувалися в захищених казармах в Кероман-II, а потім, з 1957 по 1973 було відкрито кілька казарм та збудовано інші об'єкти житлової інфраструктури уздовж берегів річки Тер.
На початку 1970-х років французький генеральний штаб вирішив поступово замінити свої класичні ударні підводні човни на атомні ударні підводні човни до початку XXI століття. На базі Лор'ян не було майданчика з переробки ядерного палива, тому її закриття було заплановано на початок 2000-х.
27 травня 1993 було оголошено про розформування 2-ї ескадри, це передбачало закриття бази Кероман протягом двох років. Чотири французькі підводні човни класу «Agosta» з Лор'яну були прикріплені до Бреста і остаточно залишили свій колишній порт приписки 1 липня 1995; «Sirène» був останнім підводним човном, який залишив це місце 11 лютого 1997 і пройшов через верфі до Тулона.

#### База сьогодні
Виведення Військово-морського флоту відбувалося в складному економічному контексті для регіону Лор'ян, у той час, коли рибальський порт переживав значне падіння тоннажу з кінця 1980-х років, а Управління військово-морського будівництва (DCN) скорочувало свою діяльність. Саме в цьому контексті агломерація Лор'ян збиралась рекультивувати 25 га ділянки, в тому числі 6 га зайнятих бункерами. Дослідження способів перевикористання були розпочаті з 1992 року, результати оприлюднили у 1997 році. А у 1999 році було прийнято остаточний проєкт.
Бункери були збережені через цінність їх культурної та історичної спадщини та надмірно високу вартість їх знищення, яка тоді оцінювалася в 31 мільйон євро. Було вирішено створити центр на «Людина і море в XXI столітті» з п'ятьма видами діяльності: морські перегони, військово-морські стратегії, запобігання ризикам на морі, підводна археологія, рибальство та аквакультура. Роботи велися з 2001 року з початковим бюджетом 45 мільйонів євро.

## Використання

### Друга світова війна

#### Крігсмаріне

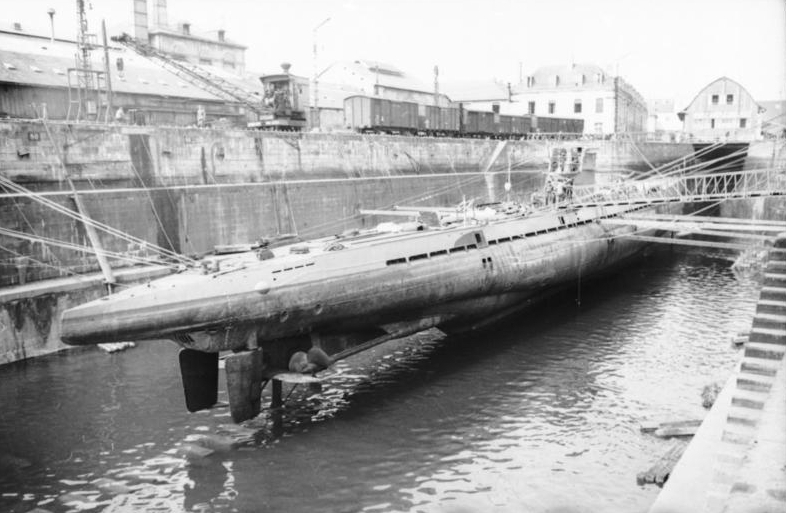
U-37 під час огляду

2-га Флотилія підводних човнів була створена 28.червня.1940. До неї невдовзі приєднується 10-та Флотилія підводних човнів із січня 1942. До цих кораблів треба додати численні підводні човни, які робили зупинку в Лор'яні під час своїх місій. Зокрема, це стосується U-333 під командуванням Кремера 13 червня 1944. База використовувалася до 5.вересня.1944, дати відправлення останнього підводного човна U-155 до Норвегії. Загалом під час війни Кероман прийняв 168 U-Boot, у тому числі сім найрезультативніших підводних човнів. З цих 168 німецьких підводних апаратів 135 були потоплені під час конфлікту, тобто 80 %, деякі були потоплені під час своєї першої місії.
Навпроти бази Кероман, в Лармор-Плаж, з 11.листопада.1940 на віллах «Керлілон», «Маргарет» та «Керозен» діяв штаб оперативного управління німецьких підводних сил. Командний пункт використовувався для встановлення зв'язку між підводними човнами, щоб визначити координати союзного конвою та організувати атаку «вовчої зграї» проти нього.
Підводні човни брали участь у битві за Атлантику проти союзників. Кероман також послужив відправною точкою для спеціальних операцій, таких як операція «Paukenschlag», проведена біля узбережжя Нью-Йорка в січні 1942, або для операцій з нападу на човни союзників під час висадки у Нормандії. Кілька підводних човнів також були безуспішно залучені до операції порятунку крейсера «Бісмарк», коли британський флот у 1941 році переслідував пошкоджений крейсер. U-74 вдалося врятувати трьох німецьких моряків після того, як корабель затонув, і вони були висаджені в Лор'яні.
База також використовувалася для ремонту та обслуговування підводних човнів. З 1149 переобладнань, проведених Kriegsmarine у французьких атлантичних портах, 500 були проведені в Лор'яні.

#### Імператорський флот Японії

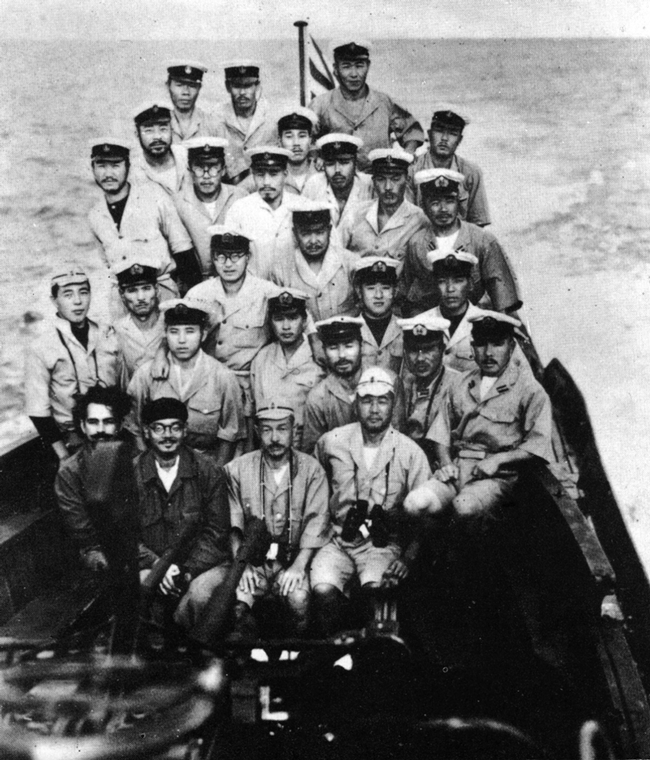
Екіпаж І-29, 1943 рік

База Кероман також тричі служила портом заходу підводних човнів Імперського флоту Японії, тодішнього союзника нацистської Німеччини, між серпнем 1942 і 1944 роком: I-30, I-8 та I-29.
Вони використовувалися для перевезень стратегічних матеріалів, таких як вольфрам або каучук, а також ліків, таких як хінін, також креслень зброї. Екіпажі використовувалися в пропагандистських цілях, приймалися Гітлером або їздили розважатися в Париж. Вони перевозили зворотним шляхом до Японії німецькі креслення зброї та інженерів, а також машини Enigma.
З трьох підводних човнів, які досягли Керомана, лише одному I-8 вдалося успішно повернутися до Японії в грудні 1943.

#### В прицілі союзників

##### Знищення міста
Великі втрати, завдані конвоям союзників через атаки «вовчих зграй» під час битви за Атлантику вимагали реакції у відповідь. 12 жовтня 1942 на базу було здійснено наліт американської авіації, щоб оцінити стійкість бункерів, завдана шкода була мінімальною. Тоді Черчилль наказав 14 січня 1943 знищити міста навколо цих баз, щоб припинити постачання. Пріоритетною метою було визначено Лор'ян; на місто було скинуто понад 4 тис. бомб між 14 січня і 17 лютого 1943. Неушкодженою залишалась лише база підводних човнів Кероман. У місті 3 лютого було віддано наказ про евакуацію, через руйнування 3500 будівель; 230 людей загинуло.
Середній час простою підводного човна між місіями в Керомані збільшується на 30 % між листопадом 1942 та квітнем 1943. Тоннаж, знищений ними в Атлантиці, впав з 17,1 тис. тон підводним човном у січні 1943 до 8,5 тис. тонн у травні того ж року.

##### Оточення Лор'яна

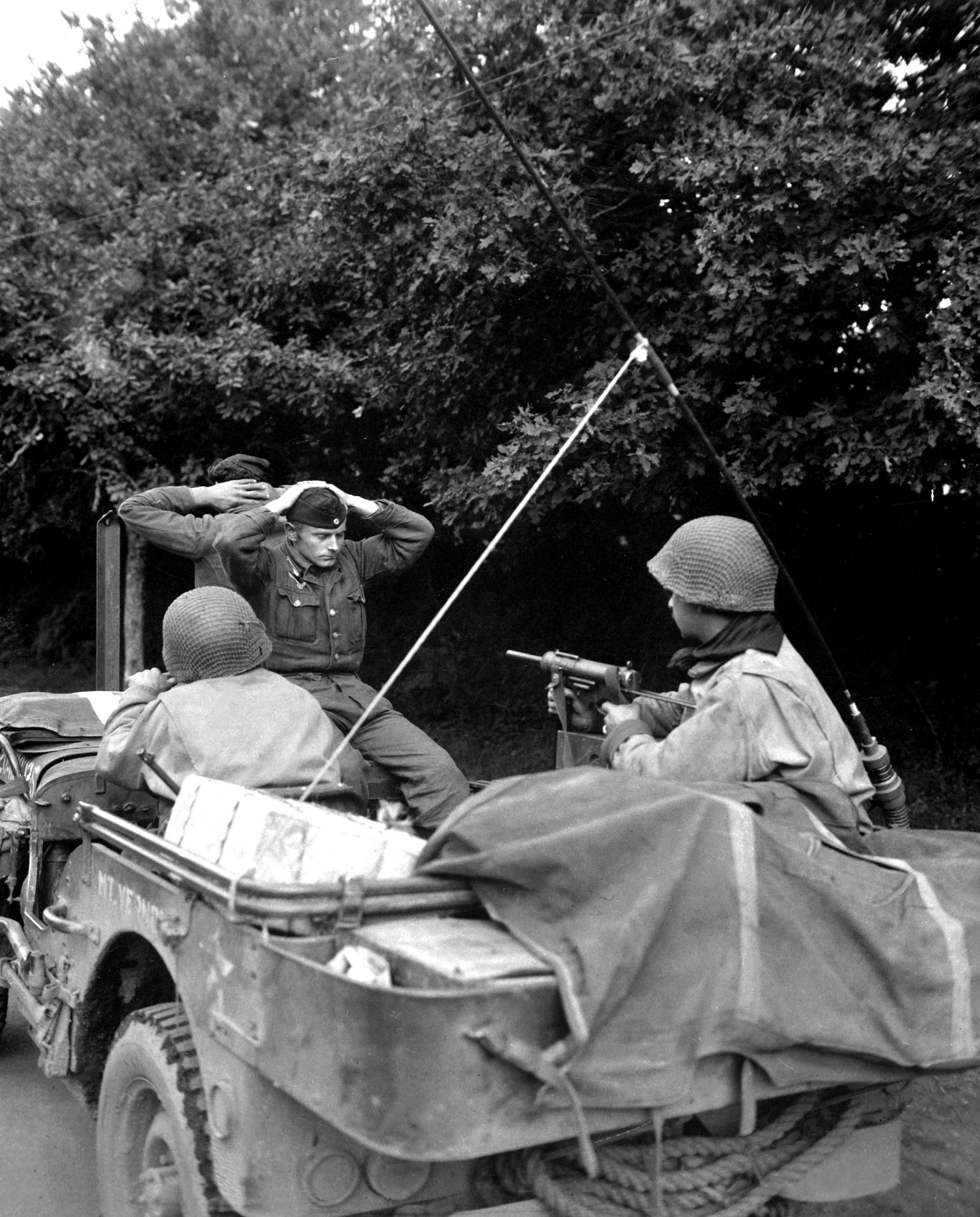
Полонені німецькі солдати північніше Лор'яна наприкінці серпня 1944 року

Союзники почали звільняти Бретань у серпні 1944, а місто Брест капітулювало в середині вересня. Людські втрати союзників склали понад 10 тис. солдат. Міста Лор'ян і Сен-Назер більше не мали стратегічного значення, і армія США нарахувала там лише 32 загиблих до кінця конфлікту.
Перші солдати союзників з'явились північніше оборонних споруд міста 7 серпня. Напередодні Королівські ВПС безуспішно намагалися зруйнувати дах одного з бункерів Керомана, скинувши шеститонну бомбу. У оточенні опинилось близько 25 тис. солдат, які зайняли оборону. Бункери Кероман були переобладнані під житло, а військово-морська база Ланн-Біує продовжувала забезпечувати зв'язок з Німеччиною до 8.серпня.1944. Лор'янське оточення протистояло атакам протягом дев'яти місяців і капітуляція була досягнута лише 10 вересня 1945.

### Після війни

#### Флот
Французький флот використовував це місце з 1945 по 1995 рік. У цей період туди було приписано до 10 підводних човнів і до 2 тис. моряків. База спочатку використовувалася для тренувальних місій і протичовнових місій у рамках членства Франції в НАТО. На початку 1960-х років з розвитком ядерних силових установок і атомних підводних човнів з балістичними ракетами (АПЧБР) у ВМС Франції переосмислили важливість підводних човнів. Починаючи з 1968 року і протягом трьох років на базі Кероман випробовувався прототип французького підводного човна Gymnote, який міг перевозити і запускати балістичні ракети. База також використовувалася для підготовки майбутніх екіпажів АПЧБР, іноземних підводників, а також для підготовки командос і бойових плавців або для розвідувальних операцій.
Перші французькі підводні човни прибули на базу в квітні 1946, це були трофейні німецькими U-Boot: Roland Morillot (S613, колишня U-2518), Blaison (U-123), Bouan (U-510), Millé (U-471) і Laubie (U-766). Наступні десятиліття тут базувались човни класом «Narval», який базувався в Керомані з червня 1958 та класу «Daphné» з 1964 року. Чотири човни класи «Agosta» були приписані до бази з 1984 року, щоб замінити клас «Narval» наприкінці їх терміну служби. Тоді наприкінці 1980-х на базі було чотири човни класу «Narval» і три класу «Daphné».
ВМС Франції вдосконалювали базу з 1950-х років. На базі були побудовані житлові приміщення для моряків, а також будівлі для головного штабу і загального обслуговування. Бункери також були переплановані. Кероман-I розміщував медичні служби з літа 1955 року, був обладнаний гіпербаричною камерою; він також мав навчальний центр підводників, включаючи приміщення, що імітує операційний центр. Кероман-II містив операційний і передавальний центр, а також військові та адміністративні офіси. Флот також використовував кілька менших бункерів під назвою «Ягуар» для зберігання своїх торпед; вони були зруйновані на початку 1990-х.

#### Дирекція суднобудування
З 1945 по 1997 це місце займало військово-морське будівельне управління для обслуговування або модернізації підводного флоту. Максимально до 900 робітників працювали там на піку активності, і загалом 97 суден пройшло капітальний ремонт.
Бункер Кероман-I використовувався для зберігання електроустановок, а також для зберігання води та палива, а стапель продовжував використовуватися за своїм початковим призначенням. У середині 1970-х ніші 1-3 були обладнані для розміщення цеху, що спеціалізувався на композитних матеріалах, і там було побудовано близько десяти кораблів-мисливців за мінами, а також обладнання для інших кораблів. Кероман-II було повністю реконструйовано для розміщення майстерень, у кожній камері була окрема спеціалізована майстерня.

#### Цивільне використання

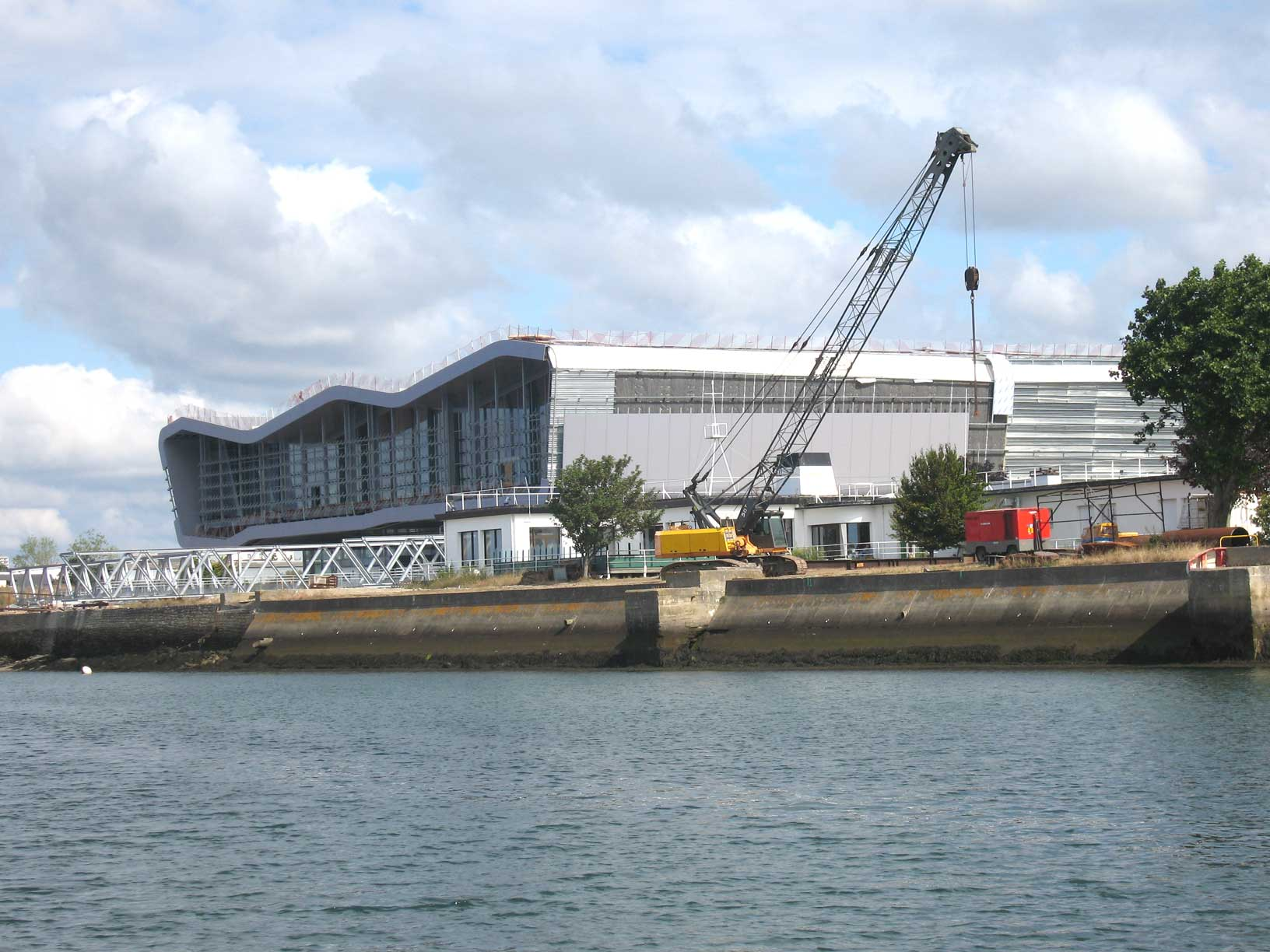
«Вітрильне місто Еріка Табарлі» будується

Морський центр почав створюватись у 1997 році після появи в бункері Кероман-II компанії Plastimo, що спеціалізувалася на арматурі. З 2001 року було проведено додаткові роботи, щоб дозволити реконструкцію Кероман-I і побудувати ангари, призначені для підготовки змагальних багатокорпусних човнів. «Вітрильне місто Еріка Табарлі» було побудовано в 2005 році з бюджетом 18 млн євро.
Місце використовувалося для кількох морських перегонів або для підготовки до них. Також тут проходив підготовку французький екіпаж Кубка Америки (2001). В Лор'яні також проводили кілька етапів перегонів Volvo Ocean Race в 2012.
Історична спадщина була використана в 1999 відкриттям музею. 1.травня.2010 його було збільшено, щоб дозволити відвідувачам відвідувати один із колишніх підводних човнів бази «Flore».
Окрім компанії Plastimo та підводного човна «Flore», у бункері Кероман-II з березня 2019 розташовується музична сцена «Hydrophone».

### В культурі
- Підводні укриття, 3-й епізод серіалу «Нацистські мегаструктури» від National Geographic, присвячений базі підводних човнів у Лор'яні.

## Виноски
1. ↑  Назва «купол-бункери» походить від їх форми, що нагадує куполом форму собору. Деякі автори також використовують для їх позначення назву «Соборний бункер»
2. ↑  Для прикладу U-865 командира Штельмахера затонула під час свого першого плавання у вересні 1944 року, навіть не потопивши та не пошкодивши жодного корабля союзників